# Gylfagraven
Gylfagraven är en sjö i Skurups kommun i Skåne och ingår i Nybroån-Sege ås kustområde.